# Shomei Tomatsu
Shomei Tomatsu (en japonès 東松 照明 Tōmatsu Shōmei) (Nagoya, 16 de gener de 1930 - Naha, 14 de desembre de 2012) va ser un fotògraf japonès.
Tomatsu va estudiar econòmiques a la Universitat d'Aichi, on es va graduar el 1954. Mentre encara hi estudiava les seves fotografies es publicaven a les revistes japoneses de fotografia més importants. Quan va començar a treballar a Iwanami va treballar en la sèrie "Iwanami Shashin Bunko", però aviat va marxar per a fer-se freelance.
L'any 1959 va formar Vivo amb Eikoh Hosoe i Ikkō Narahara, i dos anys més tard es va publicar el llibre Hiroshima–Nagasaki Document 1961 (d'autoria compartida amb Ken Domon), sobre els efectes de les bombes atòmiques i que va gaudir de molt èxit.
El 1972 va anar a viure a Okinawa, i el 1975 va publicar "Taiyō no enpitsu" ("Llapis del sol"), que va obtenir diversos premis.
Tomatsu va traslladar-se a Nagasaki el 1998, i va morir a Naha (Okinawa) el desembre de 2012 (tot i que no es va anunciar públicament fins un mes més tard).

## Exposicions
Tomatsu ha tingut diverses retrospectives, tant al Japó com en altres països. A començaments de segle xxi es va embarcar en unes sèries de retrospectives, dividint la seva obra en cinc "mandales" de lloc:
- Mandala Nagasaki (Museu d'Art de la Prefectura de Nagasaki, 2000)
- Mandala Okinawa (Museu d'Art d'Urasoe, 2002)
- Mandala Kyo (Museu Nacional d'Art Modern de Kyoto, 2003)
- Mandala Aichi (Museu d'Art de la Prefectura d'Aichi, 2006)
- Mandala Tòquio (Museu Metropolità de Fotografia de Tòquio, 2007)

El Museu d'Art Modern de San Francisco va organitzar la retrospectiva Shomei Tomatsu: Skin of the Nation, i va exhibir-se internacionalment del 2004 al 2006: a la Japan Society de Nova York, la Galeria Nacional de Canadà (Ottawa), el Museu d'Art Corcoran (Washington DC), el Museu d'Art Modern de San Francisco, i al Fotomuseum Winterthur.
Altres exposicions recents inclouen:
- Shomei Tomatsu: Ravages of Time (Tepper Takayama Fine Arts, Boston, 2001)
- Myths and Games: Milton Montenegro, Daido Moriyama, Hiromi Tsuchida and Others (Tepper Takayama Fine Arts, Boston, 2004)
- Poli Sci (Tepper Takayama Fine Arts, Boston, 2004)
- Common Ground: Discovering Community in 150 Years of Art: Selections from the Collection of Julia J. Norrell (Museu d'Art Corcoran, Washington DC, 2004-2005)
- Festivals and Rituals (Tepper Takayama Fine Arts, Boston, 2004-2005)
- Color/Generations: Shomei Tomatsu, Cassio Vasconcellos, Yoshi Abe and others (Tepper Takayama Fine Arts, Boston, 2005)
- Saints and Sinners:: Images and Books (Tepper Takayama Fine Arts, Boston, 2006)
- Island Life (Institut d'Art de Chicago, Chicago, 2013-2014)
- Shomei Tomatsu (Fundació Mapfre Casa Garriga Nogués, Barcelona, 2018)[2]